# TNT ekvivalent
TNT ekvivalent je konvencija za izražavanje energije, koja se obično koristi za opisivanje energije oslobođene u eksploziji. Tona TNT-a je jedinica energije definisana konvencijom 4,184 gigadžula (1 gigakalorija), što je približna energija oslobođena pri detonaciji metričke tone (1.000 kilograma) TNT-a. Drugim rečima, za svaki gram eksplodiranog TNT-a, oslobođeno je 4.184 kilodžula (ili 4.184 džula ) energije.
Ova konvencija ima za cilj da uporedi destruktivnost događaja sa konvencionalnim eksplozivnim materijalima, za koji je TNT tipičan primer, iako drugi konvencionalni eksplozivi kao što je dinamit sadrže više energije.

## Kiloton i megaton
„Kiloton (ekvivalent TNT)“ je jedinica energije jednaka 4,184 teradžula (4,184 × 1012 J).
"Megaton (od TNT ekvivalenta)" je jedinica energije jednaka 4,184 petažula (4,184 × 1015 J).
Kiloton i megaton ekvivalenta TNT-a tradicionalno se koriste za opisivanje izlazne energije, a time i razorne moći nuklearnog oružja. Ekvivalent TNT-a pojavljuje se u različitim sporazumima o kontroli nuklearnog oružja i koristi se za karakterizaciju energije oslobođene pri udarima asteroida.

## Istorijsko izvođenje vrednosti
Alternativne vrednosti za TNT ekvivalentnost se mogu izračunati prema tome koja se osobina upoređuje i kada se u dva procesa detonacije mere.
Tamo gde je, na primer, poređenje po energetskom prinosu, energija eksploziva se obično izražava za hemijske svrhe kao termodinamički rad proizveden njegovom detonacijom. Za TNT je to tačno izmereno kao 4.686 J/g iz velikog uzorka eksperimenata sa vazdušnim eksplozijama, a teoretski je izračunato na 4.853 J/g.
Međutim, čak i na ovoj osnovi, poređenje stvarnih energetskih prinosa velikog nuklearnog uređaja i eksplozije TNT-a može biti malo netačno. Male eksplozije TNT-a, posebno na otvorenom, nemaju tendenciju da sagoreju čestice ugljenika i ugljovodonične produkte eksplozije. Efekti ekspanzije gasa i promene pritiska imaju tendenciju da brzo "zamrznu" opekotinu. Velika otvorena eksplozija TNT-a može održati temperaturu vatrene kugle dovoljno visokom da neki od tih proizvoda sagore sa atmosferskim kiseonikom.
Takve razlike mogu biti značajne. Iz bezbednosnih razloga širok opseg kao 2,673—6,702 J je navedeno za gram TNT-a nakon eksplozije.
Tako se može reći da nuklearna bomba ima snagu od 15 kt (6,3×1013 J), ali eksplozija stvarnog 15.000 tona gomile TNT-a može dati (na primer) 8×1013 J zbog dodatne oksidacije ugljenika/ugljovodonika koja nije prisutna kod malih punjenja na otvorenom.
Ove komplikacije su zaobiđene konvencijom. Energija koju oslobađa jedan gram TNT-a proizvoljno je definisana kao stvar konvencije na 4.184 J, što je tačno jedna kilokalorija.
Kilotona TNT-a se može vizualizovati kao kocka TNT-a veličine 846 m (2.776 ft) sa strane.
| Gram TNT-a      | Symbol | Tona TNT-a      | Symbol | Energija [Džul]                  | Energija [Wh] | Odgovarajući gubitak mase |
| --------------- | ------ | --------------- | ------ | -------------------------------- | ------------- | ------------------------- |
| milligram TNT-a | mg     | nanotona TNT-a  | nt     | 4,184 J ili 4.184 džula          | 1.162 mWh     | 46.55 fg                  |
| gram TNT-a      | g      | mikrotona TNT-a | μt     | 4,184×103 J ili 4.184 kilodžula  | 1.162 Wh      | 46.55 pg                  |
| kilogram TNT-a  | kg     | miliona TNT-a   | mt     | 4,184×106 J ili 4.184 megadžula  | 1.162 kWh     | 46.55 ng                  |
| megagram TNT-a  | Mg     | tona TNT-a      | t      | 4,184×109 J ili 4.184 gigadžula  | 1.162 MWh     | 46.55 μg                  |
| gigagram TNT-a  | Gg     | kiloton TNT-a   | kt     | 4,184×1012 J ili 4.184 teradžula | 1.162 GWh     | 46.55 mg                  |
| teragram TNT-a  | Tg     | megaton TNT-a   | Mt     | 4,184×1015 J ili 4.184 petadžula | 1.162 TWh     | 46.55 g                   |
| petagram TNT-a  | Pg     | gigaton TNT-a   | Gt     | 4,184×1018 J ili 4.184 eksadžula | 1.162 PWh     | 46.55 kg                  |

## Konverzija u druge jedinice
Ekvivalent 1 tone TNT-a je približno:
- 1,0×109 kalorija [13]
- 4,184×109 džula [14]
- 3,96831×106 Britanska termalna jedinica [15]
- 3,086×109 stopa-funt [16]
- 1,162×103 kilovat-sata [17]

## Primeri
| Megatona TNT-a    | Energija [Wh]                                                 | Opis |
| ----------------- | ------------------------------------------------------------- | --- |
| 1×10−12           | 1.162 Wh                                                      | ≈ 1 kalorija hrane (velika kalorija, kcal), što je približna količina energije potrebna da se temperatura jednog kilograma vode podigne za jedan stepen Celzijusa pri pritisku od jedne atmosfere. |
| 1×10−9            | 1.162 kWh                                                     | U kontrolisanim uslovima jedan kilogram TNT-a može uništiti (ili čak uništiti) malo vozilo. |
| 4,8×10−9          | 5.6 kWh                                                       | Energija za sagorevanje 1 kilograma drveta. |
| 1×10−8            | 11.62 kWh                                                     | Približna toplotna energija zračenja koja se oslobađa tokom 3-faznog, 600 V, 100 kA lučnog kvara u odeljku od 0,5 m × 0,5 m × 0,5 m (20 in × 20 in × 20 in) u periodu od 1 sekunde. |
| 1,2×10−8          | 13.94 kWh                                                     | Količina TNT-a koja je upotrebljena je (12 kg) u eksploziji koptske crkve u Kairu, Egipat, 11. decembra 2016. u kojoj je poginulo 25 osoba |
| 1,9×10−6          | 2.90 MWh                                                      | Televizijska emisija Razotkrivanje mitova koristila je 2,5 tone ANFO-a da napravi "domaće" dijamante. (Epizoda 116.) |
| 2,4×10−7–2,4×10−6 | 280–2,800 kWh                                                 | Energija koju oslobađa prosečno pražnjenje groma. |
| (1—44)×10−6       | 1.16–51.14 MWh                                                | Konvencionalne bombe daju manje od jedne tone do 44 tone FOAB-a. Iznos krstareće rakete Tomahavk je ekvivalentan 500 kg TNT-a. |
| 4,54×10−4         | 581 MWh                                                       | Realno punjenje od 0.454 kt (1.900 TJ) u operaciji Mornarski šešir. Da je naelektrisanje puna sfera, bilo bi 1 kt (4,2 TJ). |
| 1,8×10−3          | 2.088 GWh                                                     | Procenjena količina eksploziva u Bejrutu od 2.750 tona amonijum nitrata koja je ubila 137 ljudi u libanskoj luci i blizu nje u 18 časova po lokalnom vremenu u utorak, 4. avgusta 2020. Nezavisna studija stručnjaka za istraživanja eksplozije i uticaja Grupa na Univerzitetu u Šefildu predviđa da je najbolja procena količine eksploziva u Bejrutu 0,5 kilotona TNT-a, a realno ograničena procena je 1,12 kilotona TNT-a.                                                                                           |
| (1—2)×10−3        | 1.16–2.32 GWh                                                 | Procenjena količina eksploziva koja je izazvala eksploziju u Opau, koja je ubila više od 500 osoba u nemačkoj fabrici đubriva 1921. |
| 2,3×10−3          | 2.67 GWh                                                      | Količina sunčeve energije koja godišnje padne na (1 hektar) zemljišta je 9,5 TJ (2.650 MWh) (prosek po površini Zemlje). |
| 2,9×10−3          | 3.4 GWh                                                       | Eksplozija u Halifaksu 1917. bila je slučajna detonacija 200 tona TNT-a i 2.300 tona pikrinske kiseline |
| 3,2×10−3          | 3.6 GWh                                                       | Operacija veliki prasak 18. aprila 1947. godine razorila je bunkere na Helgolandu. Akumulirao je 6.700 metričkih tona viška municije iz Drugog svetskog rata postavljene na različitim lokacijama širom ostrva. Oslobođena energija bila je 1.3×1013 J, ili oko 3,2 kilotona TNT ekvivalenta. |
| 4×10−3            | 9.3 GWh                                                       | Minor Scale, konvencionalna eksplozija u Sjedinjenim Državama iz 1985. godine, koja koristi 4.744 tone ANFO eksploziva za obezbeđivanje ekvivalentne vazdušne eksplozije od osam kilotona (33,44 TJ) nuklearnog oružja, veruje se da je najveća planirana detonacija konvencionalnog eksploziva u istoriji. |
| (1,5—2)×10−2      | 17.4–23.2 GWh                                                 | Atomska bomba Little Boy bačena na Hirošimu 6. avgusta 1945. eksplodirala je energijom od oko 15 kt (63 TJ) ubivši između 90.000 i 166.000 ljuModerno nuklearno oružje u arsenalu Sjedinjenih Država ima snagu oddi, a atomska bomba Fat Man bačena na Nagasaki 9. avgusta , 1945, eksplodirala je sa energijom od oko 20 kt (84 TJ) ubivši preko 60.000 Moderno nuklearno oružje u arsenalu Sjedinjenih Država ima snagu od 03 kt (13 TJ) do 12 Mt (50 PJ) ekvivalenta, za stratešku bombu B83.                          |
| >2.4×10−1         | 280 GWh                                                       | Tipičan izlaz energije je kao jake oluje sa grmljavinom. |
| 1,5×10−5 – 6×10−1 | 20 MWh – 700 GWh                                              | Procenjena kinetička energija tornada. |
| 1                 | 1.16 TWh                                                      | Energija sadržana u jednoj megatoni TNT-a (4,2 PJ) dovoljna je za napajanje prosečnog američkog domaćinstva tokom 103.000 godina. Procenjena gornja granična snaga eksplozije u Tunguskoj od 30 Mt (130 PJ) mogla bi da napaja isti prosečni dom više od 3.100.000 godina. Energija te eksplozije mogla bi napajati čitave Sjedinjene Države 3,27 dana. |
| 8.6               | 10 TWh                                                        | Energija koju bi tipičan tropski ciklon oslobodio za jedan minut, prvenstveno iz kondenzacije vode. Vetar čini 0,25% te energije. |
| 16                | 18.6 TWh                                                      | Približna izračena površinska energija oslobođena u zemljotresu jačine 8 stepeni. |
| 21.5              | 25 TWh                                                        | Potpuna konverzija 1 kg materije u čistu energiju dala bi teoretski maksimum (E = mc2) od 89.8 petadžula, što je ekvivalentno 21.5 megatona TNT-a. Još nije postignuta takva metoda potpune konverzije kao što je kombinovanje 500 grama materije sa 500 grama antimaterije. U slučaju proton-antiprotonske anihilacije, približno 50% oslobođene energije će pobeći u obliku neutrina, koji se skoro ne mogu detektovati. Događaji anihilacije elektrona i pozitrona emituju svoju energiju u potpunosti kao gama zraci. |
| 24                | 28 TWh                                                        | Približna jačina erupcije vulkana St. Helens iz 1980. godine. |
| 26.3              | 30.6 TWh                                                      | Energija oslobođena zemljotresom u Indijskom okeanu 2004. |
| 45                | 53 TWh                                                        | Energija oslobođena u zemljotresu i cunamiju u Tohokuu 2011. bila je preko 200.000 puta veća od površinske energije i izračunala je USGS u 1,9×1017 džula, nešto manje od zemljotresa u Indijskom okeanu 2004. godine. Procenjena je u trenutku magnitude 9,0–9,1. |
| 50–56             | 58 TWhali je imao maksimalni teorijski projektovani prinos od | Sovjetski Savez je razvio prototip termonuklearne bombe, nazvana Car Bomba, koji je testiran na 50 Mt (210 PJ), ali je imao maksimalnu teorijski projektovanu snagu od 100 Mt (420 PJ). Efikasni destruktivni potencijal takvog oružja veoma varira u zavisnosti od uslova kao što su visina na kojoj je detonirano, karakteristike mete, teren i fizički pejzaž na kome je detonirano. |
| 61                | 70.9 TWh                                                      | Energija koju je oslobodila vulkanska erupcija Hunga Tonga–Hunga Haʻapai 2022. u južnom Tihom okeanu, procenjuje se da je ekvivalentna kao 61 megatona TNT-a. |
| 84                | 97.04 TWh                                                     | Sunčevo zračenje na Zemlji svake sekunde. |
| 200               | 230 TWh                                                       | Ukupna energija oslobođena erupcijom Krakatoe 1883. u Holandskoj Istočnoj Indiji (današnja Indonezija). |
| 540               | 630 TWh                                                       | Ukupna energija proizvedena širom sveta svim nuklearnim testiranjima i kombinovanom upotrebom u borbi, od 1940-ih do danas, iznosi oko 540 megatona. |
| 1,460             | 1.69 PWh                                                      | Ukupan globalni nuklearni arsenal je oko 15.000 nuklearnih bojevih glava sa destruktivnim kapacitetom od oko 1.460 megatona ili 1,46 gigatona (1,460 miliona tona) TNT-a. Ovo je ekvivalentno 6.11x1018 džula energije. |
| 2,680             | 3 PWh                                                         | Energetska jačina zemljotresa u Valdiviji 1960. godine procenjen je u trenutku magnitude 9,4–9,6. Ovo je najsnažniji zemljotres zabeležen u istoriji. |
| 2,870             | 3.34 PWh                                                      | Energija koju oslobađa uragan dnevno tokom kondenzacije. |
| 33,000            | 38.53 PWh                                                     | Ukupna energija oslobođena erupcijom planine Tambora na ostrvu Sumbava u Indoneziji 1815. Dala je ekvivalent od 2,2 miliona veličine atomske bombe Little boy (prva atomska bomba) ili 1/4 ukupne svetske godišnje potrošnje energije. Ova erupcija je 4-10 puta destruktivnija od erupcije Krakatoa iz 1883. godine. |
| 240,000           | 280 PWh                                                       | Približan ukupan prinos super-erupcije Kaldere La Garita je 10.000 puta jači od erupcije Mount St. Helens 1980. godine. Bio je to drugi po energiji događaj koji se dogodio na Zemlji od izumiranja u periodu kreda-paleogen pre 66 miliona godina. |
| 301,000           | 350 PWh                                                       | Ukupna energija sunčevog zračenja koju prima Zemlja u gornjim slojevima atmosfere na sat. |
| 875,000           | 1.02 EWh                                                      | Približan jačina poslednje erupcije supervulkana Jelouston. |
| 3,61×106          | 4.2 EWh                                                       | Sunčevo zračenje Sunca svakih 12 sati. |
| 6×106             | 7 EWh                                                         | Procenjena energija pri udaru kada je najveći fragment komete Šumejker-Levi 9 udario u Jupiter je ekvivalentna 6 miliona megatona (6 triliona tona) TNT-a. |
| 7,2×107           | 116 EWh                                                       | Procene iz 2010. pokazuju da je kinetička energija udara u Čiksulubu dala 72 teratona TNT ekvivalenta (1 teraton TNT je jednak 106 megatona TNT-a) koji je izazvao izumiranje K-Pg, zbrisavši 75% svih vrsta živih bića na Zemlji. Ovo je daleko razornije od bilo koje prirodne katastrofe zabeležene u istoriji. Takav događaj bi izazvao globalni vulkanizam, zemljotrese, megacunamije i globalne klimatske promene.                                                                                                  |
| >2,4×10           | >28 ZWh                                                       | Energija udara arhejskih asteroida. |
| 9,1×10            | 106 ZWh                                                       | Ukupna izlazna energija Sunca u sekundi. |
| 2,4×1011          | 280 ZWh                                                       | Kinetička energija udarca Kaloris Planitia. |
| 5,972×1015        | 6,94 RWh                                                      | Eksplozivna energija količine TNT mase Zemlje. |
| 7,89×1015         | 9,17 RWh                                                      | Ukupna solarna snaga u svim pravcima dnevno. |
| 1,98×1021         | 2,3×1033 Wh                                                   | Eksplozivna energija količine TNT mase Sunca. |
| (2,4—4,8)×1028    | (2,8—5,6)×1040 Wh                                             | Eksplozija supernove tipa daje 1–2×1044 džula energije, što je oko 2,4–4,8 stotina milijardi jotatona (24–48 oktilona (2.4–4,8×1028) megatona) TNT-a, što je ekvivalentno eksplozivnoj sili količine TNT-a preko triliona (1012) puta mase planete Zemlje. Ovo je astrofizička standardna sveća koja se koristi za određivanje galaktičkih udaljenosti. |
| (2,4—4,8)×1030    | (2,8—5,6)×1042 Wh                                             | Najveća primećena vrsta supernove, rafali gama zraka (GRB) oslobađaju više od 1046 džula energije. |
| 1,3×1032          | 1,5×1044 Wh                                                   | Oslobođeno je spajanje dve crne rupe, što je rezultiralo prvim posmatranjem gravitacionih talasa 5,3×1047 džula |
| 9,6×1053          | 1,12×1066 Wh                                                  | Procenjena masa-energija posmatranog univerzuma. |

## Relativni faktor efektivnosti
Faktor relativne efikasnosti (RE faktor) povezuje moć rušenja eksploziva sa snagom TNT-a, u jedinicama TNT ekvivalenta/kg (TNTe/kg). RE faktor je relativna masa TNT-a kojoj je eksploziv ekvivalentan: Što je RE veći, to je eksploziv snažniji.
Ovo omogućava inženjerima da odrede odgovarajuće mase različitih eksploziva kada primenjuju formule za miniranje razvijene posebno za TNT. Na primer, ako formula za sečenje drveta zahteva snagu od 1 kg TNT-a, onda bi na osnovu oktanitrokubanovog RE faktora od 2,38 bilo potrebno samo 1,0/2,38 (ili 0,42) kg da bi se obavio isti posao. Koristeći PETN, inženjerima bi trebalo 1,0/1,66 (ili 0,60) kg da bi dobili iste efekte kao 1 kg TNT-a. Sa ANFO ili amonijum nitratom, njima bi bilo potrebno 1,0/0,74 (ili 1,35) kg ili 1,0/0,32 (ili 3,125) kg, respektivno.
Izračunavanje jednog RE faktora za eksploziv je, međutim, nemoguće. Zavisi od konkretnog slučaja ili upotrebe. S obzirom na par eksploziva, može se proizvesti 2× izlaz udarnog talasa (ovo zavisi od udaljenosti mernih instrumenata), ali razlika u sposobnosti direktnog rezanja metala može biti 4× veća za jednu vrstu metala i 7× veća za drugu vrstu metala. Relativna razlika između dva eksploziva sa oblikovanim punjenjem biće još veća. Tabelu u nastavku treba uzeti kao primer, a ne kao precizan izvor podataka.
| Eksplozivno, kvaliteta                                                      | Gustina (g/ml) | Detonacija vel. (m/s) | Relativna efikasnost |
| --------------------------------------------------------------------------- | -------------- | --------------------- | -------------------- |
| Amonijum nitrat (AN + <0.5% H2O)                                            | 0.88           | 2,700                 | 0.32                 |
| Živa(II) fulminate                                                          | 4.42           | 4,250                 | 0.51                 |
| Crni barut (75% KNO3 + 19% C + 6% S, drevni niski eksploziv)                | 1.65           | 400                   | 0.55                 |
| Heksamin dinitrat (HDN)                                                     | 1.30           | 5,070                 | 0.60                 |
| Dinitrobenzen (DNB)                                                         | 1.50           | 6,025                 | 0.60                 |
| HMTD (Heksamin peroksid)                                                    | 0.88           | 4,520                 | 0.74                 |
| ANFO (94% AN + 6% mazuta)                                                   | 0.92           | 4,200                 | 0.74                 |
| Urea nitrat                                                                 | 1.67           | 4,700                 | 0.77                 |
| TATP (Aceton peroksid)                                                      | 1.18           | 5,300                 | 0.80                 |
| Toveks Ekstra (AN vodeni gel) komercijalni proizvod                         | 1.33           | 5,690                 | 0.80                 |
| Hidromite 600 (AN vodena emulzija) komercijalni proizvod                    | 1.24           | 5,550                 | 0.80                 |
| ANNMAL (66% AN + 25% NM + 5% Al + 3% C + 1% TETA)                           | 1.16           | 5,360                 | 0.87                 |
| Amatol (50% TNT + 50% AN)                                                   | 1.50           | 6,290                 | 0.91                 |
| Nitrogvanidin                                                               | 1.32           | 6,750                 | 0.95                 |
| Trinitrotoluen (TNT)                                                        | 1.60           | 6,900                 | 1.00                 |
| Hexanitrostilben (HNS)                                                      | 1.70           | 7,080                 | 1.05                 |
| Nitrourea                                                                   | 1.45           | 6,860                 | 1.05                 |
| Tritonal (80% TNT + 20% aluminijum)                                         | 1.70           | 6,650                 | 1.05                 |
| Nikl hidrazin nitrat (NHN)                                                  | 1.70           | 7,000                 | 1.05                 |
| Amatol (80% TNT + 20% AN)                                                   | 1.55           | 6,570                 | 1.10                 |
| Nitroceluloza (13.5% N, NC; AKA pamuk)                                      | 1.40           | 6,400                 | 1.10                 |
| Nitrometan (NM)                                                             | 1.13           | 6,360                 | 1.10                 |
| PBXW-126 (22% NTO, 20% RDX, 20% AP, 26% Al, 12% PU sistem)                  | 1.80           | 6,450                 | 1.10                 |
| Dietilen glikol dinitrat (DEGDN)                                            | 1.38           | 6,610                 | 1.17                 |
| PBXIH-135 EB (42% HMX, 33% Al, 25% PCP-TMETN sistem)                        | 1.81           | 7,060                 | 1.17                 |
| PBXN-109 (64% RDX, 20% Al, 16% HTPB sistem)                                 | 1.68           | 7,450                 | 1.17                 |
| Triaminotrinitrobenzen (TATB)                                               | 1.80           | 7,550                 | 1.17                 |
| Pikrinska kiselina (TNP)                                                    | 1.71           | 7,350                 | 1.17                 |
| Trinitrobenzen (TNB)                                                        | 1.60           | 7,300                 | 1.20                 |
| Tetritol (70% tetril + 30% TNT)                                             | 1.60           | 7,370                 | 1.20                 |
| Dinamit, Nobel's (75% NG + 23% diatomit)                                    | 1.48           | 7,200                 | 1.25                 |
| Tetril                                                                      | 1.71           | 7,770                 | 1.25                 |
| Torpeks (aka HBX, 41% RDX + 40% TNT + 18% Al + 1% Vosak)                    | 1.80           | 7,440                 | 1.30                 |
| Kompozicija B (63% RDX + 36% TNT + 1% Vosak)                                | 1.72           | 7,840                 | 1.33                 |
| Kompozicija C-3 (78% RDX)                                                   | 1.60           | 7,630                 | 1.33                 |
| Kompozicija C-4 (91% RDX)                                                   | 1.59           | 8,040                 | 1.34                 |
| Pentolit (56% PETN + 44% TNT)                                               | 1.66           | 7,520                 | 1.33                 |
| Semteks 1A (76% PETN + 6% RDX)                                              | 1.55           | 7,670                 | 1.35                 |
| Heksal (76% RDX + 20% Al + 4% wax)                                          | 1.79           | 7,640                 | 1.35                 |
| RISAL P (50% IPN + 28% RDX + 15% Al + 4% Mg + 1% Zr + 2% NC)                | 1.39           | 5,980                 | 1.40                 |
| Hidrazin nitrat                                                             | 1.59           | 8,500                 | 1.42                 |
| Mixture: 24% nitrobenzen + 76% TNM                                          | 1.48           | 8,060                 | 1.50                 |
| Mixture: 30% nitrobenzen + 70% azot tetroksid                               | 1.39           | 8,290                 | 1.50                 |
| Nitroglicerin (NG)                                                          | 1.59           | 7,700                 | 1.54                 |
| Metil nitrat (MN)                                                           | 1.21           | 7,900                 | 1.54                 |
| Oktol (80% HMX + 19% TNT + 1% DNT)                                          | 1.83           | 8,690                 | 1.54                 |
| Nitrotriazolon (NTO)                                                        | 1.87           | 8,120                 | 1.60                 |
| DADNE (1,1-diamino-2,2-dinitroethene, FOX-7)                                | 1.77           | 8,330                 | 1.60                 |
| Gelignit (92% NG + 7% Nitroceluloza)                                        | 1.60           | 7,970                 | 1.60                 |
| Plastični Gel® (u tubi paste za zube: 45% PETN + 45% NG + 5% DEGDN + 4% NC) | 1.51           | 7,940                 | 1.60                 |
| Kompozicija A-5 (98% RDX + 2% Stearinska kiselina)                          | 1.65           | 8,470                 | 1.60                 |
| Eritritol tetranitrat (ETN)                                                 | 1.72           | 8,206                 | 1.60                 |
| Heksogen (RDX)                                                              | 1.78           | 8,600                 | 1.60                 |
| PBXW-11 (96% HMX, 1% HyTemp, 3% DOA)                                        | 1.81           | 8,720                 | 1.60                 |
| Pentrit (PETN)                                                              | 1.77           | 8,400                 | 1.66                 |
| Etilen glikol dinitrat (EGDN)                                               | 1.49           | 8,300                 | 1.66                 |
| MEDINA (Metilen dinitroamin)                                                | 1.65           | 8,700                 | 1.70                 |
| Trinitroazetidin (TNAZ)                                                     | 1.85           | 8,640                 | 1.70                 |
| Oktogen (HMX grade B)                                                       | 1.86           | 9,100                 | 1.70                 |
| Heksanitrobenzen (HNB)                                                      | 1.97           | 9,340                 | 1.80                 |
| Heksanitroheksaazaizovurcitan (HNIW; AKA CL-20)                             | 1.97           | 9,500                 | 1.90                 |
| DDF (4,4'-Dinitro-3,3'-diazenofuroksan)                                     | 1.98           | 10,000                | 1.95                 |
| Heptanitrokuban (HNC)                                                       | 1.92           | 9,200                 | N/A                  |
| Oktanitrokuban (ONC)                                                        | 1.95           | 10,600                | 2.38                 |
| Oktaazakuban (OAC)                                                          | 2.69           | 15,000                | >5.00                |

1. ↑  Jednakost mase i energije.
2. 1 2 3 4 5 6 7  TBX (termobarični eksplozivi) ili EBKS (poboljšani eksplozivi), u malom, skučenom prostoru, mogu imati preko dva puta veću moć razaranja. Ukupna snaga aluminizovanih smeša striktno zavisi od stanja eksplozije.
3. 1 2  Predviđene vrednosti

### Nuklearni primeri
| Nuklearno oružje                                                     | Ukupna snaga Nuklearnog oružja (kilotona TNT-a) | Težina (kg) | Relativna efikasnost |
| -------------------------------------------------------------------- | ----------------------------------------------- | ----------- | -------------------- |
| Bomba korišćena u Oklahoma Sitiju (ANFO zasnovan na trkačkom gorivu) | 0.0018                                          | 2,300       | 0.78                 |
| GBU-57 bomba (Massive Ordnance Penetrator, MOP)                      | 0.0035                                          | 13,600      | 0.26                 |
| Grend slem (bomba kao zemljotres, M110)                              | 0.0065                                          | 9,900       | 0.66                 |
| BLU-82 (Daisy Cutter)                                                | 0.0075                                          | 6,800       | 1.10                 |
| MOAB (nenuklearna bomba, GBU-43)                                     | 0.011                                           | 9,800       | 1.13                 |
| FOAB (napredna termobarična bomba, ATBIP)                            | 0.044                                           | 9,100       | 4.83                 |
| W54, Mk-54 (Davy Crockett)                                           | 0.022                                           | 23          | 1,000                |
| W54, B54 (SADM)                                                      | 1.0                                             | 23          | 43,500               |
| Hipotetički nuklearni kofer                                          | 2.5                                             | 31          | 80,000               |
| Fat Man (bačena na Nagasaki) A-bomba                                 | 20                                              | 4,600       | 4,500                |
| Klasična (jednostepena) fisiona A-bomba                              | 22                                              | 420         | 50,000               |
| W88 moderna termonuklearna bojeva glava (MIRV)                       | 470                                             | 355         | 1,300,000            |
| Tipična (dvostepena) Nuklearna bomba                                 | 500–1000                                        | 650–1,120   | 900,000              |
| W56 termonuklearna bojeva glava                                      | 1,200                                           | 272–308     | 4,960,000            |
| B53 nuklearna bomba (dvostepena)                                     | 9,000                                           | 4,050       | 2,200,000            |
| B41 nuklearna bomba (trostepena)                                     | 25,000                                          | 4,850       | 5,100,000            |
| Car nuklearna bomba (trostepena)                                     | 50,000–56,000                                   | 26,500      | 2,100,000            |
| Antimaterija                                                         | 43,000                                          | 1           | 43,000,000,000       |